# Damnation (игра)
Damnation (с англ. — «Проклятье») — компьютерная игра, разработанная компанией Blue Omega Entertainment и изданная компанией Codemasters для PS3, Xbox 360 и PC. Игра создана по мотивам любительской модификации для игры Unreal Tournament 2004. Игра была плохо встречена прессой и игроками и стала коммерческим провалом, в результате чего Codemasters приняла решение закрыть студию Blue Omega Entertainment в июле 2009 года. 

## Описание
Государство охватила гражданская война. Она длилась неоправданно долго и завершилась всеобщим хаосом. Города и поселения лежат в руинах, люди безумно устали от кровопролития и хотят лишь одного — мира. Воспользовавшись удачным моментом, к власти в стране пришла мощная оружейная корпорация. Вновь над разоренной страной пронеслось пламя конфликта. Против мирных жителей рвущиеся к власти дельцы бросили обученных и вооруженных до зубов наемников. Лишь горстка бойцов способна оказать им сопротивление. Вновь прольется кровь и обагрит каменистые склоны гор и каньонов.

## Критика
| Сводный рейтинг | Сводный рейтинг | Сводный рейтинг | Сводный рейтинг |
| Издание         | Оценка          | Оценка          | Оценка          |
| Издание         | PC              | PS3             | Xbox 360        |
| --------------- | --------------- | --------------- | --------------- |
| GameRankings    | 41,50 %         | 38,79 %         | 38,55 %         |

Игра получила преимущественно негативные отзывы от профильной прессы. Игру критиковали за не самую совершенную графику, скучные перестрелки, глупый интеллект противников и клишированный сюжет. Из плюсов отмечалось только масштабность уровней, которые приходилось преодолевать игроку.